# HŠK Sava Zagreb
Hrvatski športski klub Sava Zagreb bio je hrvatski sportski klub iz Zagreba.
Klupska adresa 1925. bila je Savska cesta 64. Klupske boje 1932. bile su crvena i crna.

## Povijest
Korijeni kluba sežu iz stolnog društva Savska ribarica čiji su se pripadnici nalazili u gostionici Veselić. Izbijanjem Prvog svjetskog rata ono se raspada, no obnavlja se tijekom jeseni 1918. Obnovljeno društvo imalo je osim nogometne sekcije, sekcije za organiziranje zabava, organiziranje izleta, pjevanja itd. Nogometna sekcija postala je dominantna. Godine 1919. mijenja ime u HŠK Sava Zagreb. Godine 1924. sa Savom se spojio BŠK Union Zagreb. Osim nogometne sekcije, Sava je 1925. imala nekoliko sekcija među kojima su bile sekcije za laku atletiku, plivanje, turistike, veslanje.
Nakon raspuštanja RŠK Amateur Zagreb 1928., svi igrača tog kluba su uz većinu klupske imovine prešli u Savu. Na skupštini u siječnju 1929. za predsjednika je izabran Milan Milanović, predsjednik Amateura. Klub je tada postao radnički klub.
Na izvanrednoj skupštini održanoj u gostionici Miramara (Miramarska cesta 18) 9. travnja 1938. promijenjeno je ime kluba u Borac. Klub je raspušten u svibnju 1941. odlukom Povjerenika za sport NDH. Većina značajnih članova prešlo je u partizane.